# Верхняя Чунку
Верхняя Чунку — река в Эвенкийском районе Красноярского края России, правый приток Чуни. Длина реки — 301 км (от истока Нэлгэкэ — 309 км). Площадь водосборного бассейна — 6800 км².
Река берёт начало на Среднесибирском плоскогорье, к западу от верховий реки Паимбу, на высоте более 520 м над уровнем моря. Течёт преимущественно на юго-запад по холмистой тайге с преобладанием кедра, лиственницы, сосны и берёзы. Русло делает несколько больших изгибов к югу и северу. В среднем течении встречаются заболоченные участки поймы, пойменные озёра и старицы. Впадает в Чуню по правому берегу на отметке 204 м над уровнем моря, выше впадения Нижней Чунку, в 113 км от устья Чуни. Ширина перед устьем составляет 72-186 м при глубине 0,8-1,2 м, скорость течения в низовьях — 1 м/с. 

## Основные притоки
Указаны поименованные притоки длиной 30 км и более
| Название     | Расстояние от устья | Длина | Положение |
| ------------ | ------------------- | ----- | --------- |
| Делиндэ      | 23                  | 98    | правый    |
| Майгунгна    | 42                  | 55    | левый     |
| Ненгнедёкит  | 59                  | 56    | левый     |
| Ниручар      | 66                  | 39    | правый    |
| Самасик      | 84                  | 79    | правый    |
| Такачи       | 153                 | 77    | правый    |
| Амэдыктэ     | 177                 | 80    | правый    |
| Хадаргаманна | 187                 | 45    | левый     |
| Нэлгэкэ      | 255                 | 54    | правый    |

## Данные водного реестра
По данным государственного водного реестра России и геоинформационной системы водохозяйственного районирования территории РФ, подготовленной Федеральным агентством водных ресурсов:
- Бассейновый округ — Енисейский
- Речной бассейн — Енисей
- Речной подбассейн — Подкаменная Тунгуска
- Водохозяйственный участок — Чуня
- Код водного объекта — 17010500212116100045179